# Calatrava (Philippines)
Pour les articles homonymes, voir Calatrava.
Calatrava est une localité de la province du Negros occidental, aux Philippines. En 2015, elle compte 80 624 habitants.